# Białoruś w Konkursie Piosenki Eurowizji Junior
Białoruś w Konkursie Piosenki Eurowizji Junior brała udział 18 razy.
Białoruś dwukrotnie wygrała finał konkursu w 2005 roku, kiedy Białoruś reprezentowała Ksienija Sitnik z utworem „My Vmeste” oraz w 2007 roku po raz drugi dzięki Alaksiejowi Żyhałkowiczowi, z piosenką „S druzyami”.

## Historia Białorusi w Konkursie Piosenki Eurowizji Junior
Białoruś jest pierwszym państwem, które dwukrotnie triumfowało w konkursie (dwukrotne zwycięstwo odniosła później również Gruzja – w 2008 i 2011 roku, Malta – w 2013 i 2015 roku, Rosja – w 2006 i 2017 roku oraz Polska – w 2018 i 2019 roku.).
W 2005 roku 1. miejsce zajęła Ksienija Sitnik z piosenką My wmiestie. Reprezentantka Białorusi zebrała wówczas 149 punktów i wyprzedziła o 3 punkty reprezentanta Hiszpanii. Rok później w Bukareszcie Andrej Kuniec z piosenką Nowyj dień zajął 2. miejsce ze 129 punktami. W kolejnym roku Białoruś wygrała po raz drugi dzięki Alaksiejowi Żyhałkowiczowi, który wystąpił z piosenką S druziami i zdobył 137 punktów, wygrywając 1 punktem z reprezentantką Armenii Arevik.
Duży rozgłos w Internecie zyskał białoruski reprezentant z 2009 roku Jury Dziemidowicz. Falę kontrowersji wywołała wówczas białoruska piosenka konkursowa Wołszebnyj krolik, charakteryzująca się nietypowym dla piosenki dziecięcej ciężkim brzmieniem. W 2010 roku, gdy konkurs organizowany był w stolicy Białorusi, reprezentantem kraju został Daniił Kazłou z piosenką Muzyki swiet. Uplasował się on na 5. miejscu z 85 punktami.
Najgorsze jak dotąd miejsce w konkursie Białoruś zajęła w 2004 roku. Ówczesny reprezentant Jahor Wauczok z piosenką Śpiawajcie sa mnoju zajął 14. miejsce z 9 punktami.
Reprezentanci Białorusi w Konkursie Piosenki Eurowizji dla Dzieci wykonywali utwory w jednym z dwóch języków urzędowych Republiki Białorusi: po białorusku w 2003, 2004 i 2014 oraz po rosyjsku w późniejszych edycjach konkursu.
28 maja 2021 roku EBU ogłosiło, że zawiesza członkostwo BTRC. Nadawca miał dwa tygodnie na odpowiedź, zanim zawieszenie wejdzie w życie. Nadawca został usunięty z EBU 1 lipca tym samym utracił możliwość uczestniczenia w wydarzeniach Eurowizji. BTRC będzie mogło powrócić do rywalizacji w 2024 roku, chyba że EBU przywróci BTRC wcześniej. Ostatecznie w kwietniu 2024 EBU poinformowano, że zawieszenie białoruskiego nadawcy jest ma charakter bezterminowy ponieważ jak stwierdzili: „Na obecny moment nie ma powodów, abyśmy zmienili stanowisko w tej sprawie”.

## Uczestnictwo

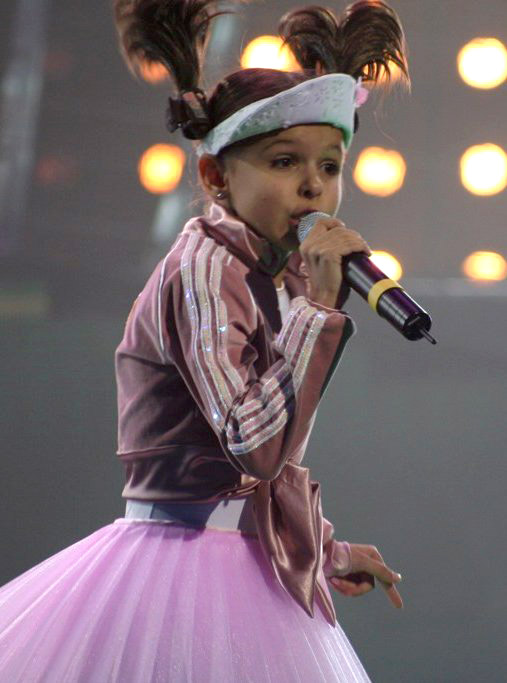
Ksienija Sitnik pierwsza zwyciężczyni z Białorusi (w 2005 roku z piosenką My wmiestie)

Białoruś uczestniczyła w Konkursie Piosenki Eurowizji Junior od 2003 do 2020. Poniższa tabela uwzględnia nazwiska wszystkich białoruskich reprezentantów, tytuły konkursowych piosenek i języki w których były śpiewane oraz wyniki w poszczególnych latach.
| Rok                        | Artysta               | Piosenka              | Język                | Miejsce | Punkty |
| -------------------------- | --------------------- | --------------------- | -------------------- | ------- | ------ |
| 2003                       | Wolha Saciuk          | „Tancuj”              | białoruski           | 4       | 103    |
| 2004                       | Jahor Wołczak         | „Spiawajcie sa mnoju” | białoruski           | 14      | 9      |
| 2005                       | Ksienija Sitnik       | „My wmiestie”         | rosyjski             | 1       | 149    |
| 2006                       | Andrej Kuniec         | „Nowyj dienʹ”         | rosyjski             | 2       | 129    |
| 2007                       | Alaksiej Żyhałkowicz  | „S druzjami”          | rosyjski             | 1       | 137    |
| 2008                       | Darja, Alina i Karyna | „Sierdce Biełarusi”   | białoruski, rosyjski | 6       | 86     |
| 2009                       | Juryj Dziemidowicz    | „Wołszebnyj krolik”   | rosyjski, łaciński   | 9       | 48     |
| 2010                       | Daniił Kazłou         | „Muzyki swiet”        | rosyjski             | 5       | 85     |
| 2011                       | Lidzija Zabłockaja    | „Angieły dobra”       | rosyjski             | 3       | 99     |
| 2012                       | Jahor Żeszko          | „A morie morie”       | rosyjski             | 9       | 56     |
| 2013                       | Iłla Wołkau           | „Poj so mnoj”         | rosyjski             | 3       | 108    |
| 2014                       | Nadzieja Misiakowa    | „Sokał”               | białoruski           | 7       | 71     |
| 2015                       | Rusłan Asłanau        | „Wołszebstwo”         | rosyjski, angielski  | 4       | 105    |
| 2016                       | Alaksandr Minionak    | „Muzyka moich pobied” | rosyjski, angielski  | 7       | 177    |
| 2017                       | Chielena Mieraai      | „I Am The One”        | rosyjski             | 5       | 149    |
| 2018                       | Daniel Jastramski     | „Time”                | rosyjski, angielski  | 11      | 114    |
| 2019                       | Jelizawieta Misnikawa | „Pepleny''            | rosyjski, angielski  | 11      | 92     |
| 2020                       | Arina Piechcierawa    | „Aliens”              | rosyjski, angielski  | 5       | 130    |
| Brak reprezentanta od 2021 |                       |                       |                      |         |        |

Legenda:
     1. miejsce
     2. miejsce
     3. miejsce

## Historia głosowania w finale (2003–2020)
Poniższe tabele pokazują, którym krajom Białoruś przyznaje w finale najwięcej punktów oraz od których państw białoruscy reprezentanci otrzymują najwyższe noty.
| M. | Kraj    | Punkty |
| -- | ------- | ------ |
| 1  | Rosja   | 143    |
| 2  | Armenia | 102    |
| 3  | Ukraina | 88     |
| 4  | Gruzja  | 83     |
| 5  | Malta   | 74     |

| M. | Kraj     | Punkty |
| -- | -------- | ------ |
| 1  | Rosja    | 138    |
| 2  | Malta    | 99     |
| 3  | Ukraina  | 89     |
| 4  | Armenia  | 87     |
| 5  | Holandia | 75     |

## Organizacja
Białoruś była dwukrotnym organizatorem Konkursu Piosenki Eurowizji Junior w 2010 oraz 2018 roku. Oba Koncerty odbyły się wówczas w Mińsk-Arena w stolicy Białorusi.

| Rok  | Lokalizacja                   | Prezenterzy                                                 |
| ---- | ----------------------------- | ----------------------------------------------------------- |
| 2010 | Białoruś (Mińsk, Mińsk-Arena) | Denis Kurjan i Leila Ismaiława                              |
| 2018 | Białoruś (Mińsk, Mińsk-Arena) | Jauhien Perlin, Helena Meraai i Zinaida „Zena” Kuprianowicz |